# Slezská Ruda
Slezská Ruda (polsky Ruda Śląska  [ruda 'ɕlɔ̃ska]IPA, slezsky Ślōnskŏ Ruda / Ślůnsko Ruda [ɕlonskɔ 'ruda], německy Ruda O.S.) je město a městský okres v jižním Polsku ve Slezském vojvodství. Leží na historickém území Horního Slezska ve středu dvoumilionové katovické konurbace, sousedí s Bytomí, Chořovem, Katovicemi, Świętochłowicemi a Zabrzem. V samotné Rudě žilo ke konci roku 2019 137 360 osob. Při posledním sčítání lidu (2011) se 35,8 % obyvatel přihlásilo ke slezské národnosti, ale většina z nich se také přihlásila k polské národnosti, takže 81,9 % obyvatel Slezské Rudy se přihlásilo k polské národnosti (v Polsku můžete uvést dvě národnosti).[zdroj?]
Město ve své současné podobě vzniklo po druhé světové válce a je slepencem více obcí, které se vyvíjely samostatně od začátku 19. století v souvislosti s rozmachem těžkého průmyslu v oblasti hornoslezské uhelné pánve. Jsou to: Bielszowice (Bielschowitz), Bykowina (Friedrichsdorf), Czarny Las (Schwarzwald), Godula (Godulahütte), Halemba, Chebzie (Morgenroth), Kochłowice (Kochlowitz), Nowy Bytom (Friedenshütte), Orzegów (Ossegau), Ruda a Wirek (Antonienhütte). V roce 1951 vzniklo město Ruda, k němuž byly připojeny Orzegów, Godula a Chebzie. Ostatní obce se téhož roku spojily do jednoho města s názvem Nowy Bytom (Nová Bytom). Ke sloučení Rudy a Nové Bytomi došlo v roce 1959. Jednotlivé městské části ani dnes nepředstavují jeden sídelní celek a vzdálenosti mezi nimi jsou značné.
Na území Slezské Rudy zůstávají dosud v provozu tři černouhelné doly společnosti Kompania Węglowa – Bielszowice, Halemba a Pokój (Mír) v městské části Wirek – a také železárny Pokój (Mír) v Nové Bytomi. Důl Halemba se zapsal do nejnovějších dějin Horního Slezska dvěma důlními neštěstími – výbuch metanu zabil v roce 1990 devatenáct horníků a ranil dvacet, při dalším v roce 2006 jich zahynulo dvacet tři.
Nejvýznamnějšími pamětihodnostmi Slezské Rudy jsou historické dělnické kolonie: Ficinus ve Wirku z let 1860–1867 výjimečná svými bílými zdmi z přírodního pískovce, Karl Emmanuel v Rudě (1909–1922) a Kaufhaus postavená mezi lety 1890 až 1914 v Nové Bytomi pro zaměstnance železáren Mír, která svůj název odvozuje od dominanty v podobě obchodního domu z roku 1904 vyvedeného ve stylu, jenž slučuje architektonického ducha familoků s dobovou secesí. K dalším památkám patří řada kostelů vystavěných na přelomu 19. a 20. století v jednotlivých rudských čtvrtích nejčastěji v novogotickém (Bielszowice, Godula, Halemba, Ruda, Wirek) nebo novorománském slohu (Kochłowice, Nová Bytom, Orzegów), či klasicistní zámeček Donnersmarcků v Halembě.
Dopravu ve městě zajišťují autobusy a tramvaje v rámci integrovaného systému katovické aglomerace (Zarząd Transportu Metropolitalnego, ZTM). Městskými částmi Ruda a Chebzie prochází páteřní železniční trať Katovice – Vratislav, která zároveň slouží pro regionální dopravu společnosti Koleje Śląskie (Slezské dráhy). Rovnoběžně s ní vede Drogowa Trasa Średnicowa (Silniční diametr) – hlavní propojení měst hornoslezské části aglomerace v ose východ–západ. Bielszowice, Halemba a Kochłowice jsou napojeny na dálnici A4.